# Quatre aventures de Spirou et Fantasio
4 Aventuras de Spirou e Fantásio, é o álbum Nº 1 da série regular de BD das personagens Spirou e Fantásio. Foi escrito e desenhado por Franquin, é uma  “Colectânea” de quatro histórias publicados entre 1948-50 no Jornal Spirou. (Spirou e os planos do Robot, Spirou no ringue, Spirou cavaleiro e Spirou no país dos Pigmeus)

## Resumo

### Spirou e os planos do Robot (1948)
Spirou e Fantásio descobrem que o jornal que fala do caso do professor Samovar (ver "Radar le Robot") também menciona o Robot. Temendo que essa notícia excite cobiçadas, Spirou e Fantásio voltam ao laboratório de Samovar e encontram dois ladrões a roubar os planos do Robot mas, ao fugirem, os ladrões destroem os planos. Pouco depois, o jornal anuncia que o Professor Samovar recupera lentamente a memória. Os ladrões tentam raptá-lo, mas Spirou e Fantásio apanham os ladrões enquanto que Samovar fica completamente louco e é conduzido ao asilo.
Esta história é a sequela de "Radar le robot" de 1947.

### Spirou no ringue (1948)
Poildur, um vizinho valentão, desafia Spirou para um combate de boxe, que nobremente aceita e pede a Fantasio para ser o seu treinador. Todas as pessoas do bairro acorrem para ver o grande evento. Apesar da batota de Poildur, Spirou triunfa.
Fica-se a saber, nesta história, que o peso de Spirou é de 40,8 kg.

### Spirou cavaleiro (1949)
Fantasio tenta misturar-se com a classe alta e vai participar numa competição equestre. Spirou, relutantemente, junta-se a ele. Fantásio fica com um corcel nobre, chamado Artaban, enquanto que o cavalo de Spirou, Plumeau, é completamente louco e incontrolável.

### Spirou no país dos Pigmeus (1949)
Um leopardo escapa do jardim zoológico e persegue Spirou e Spip durante um piquenique mas acabam por se tornar bons amigos. No entanto, como não o consegue manter no apartamento, Spirou com a ajuda de Fantásio, descobrem que o seu dono é o imperador de um pequeno país Lilipanga, onde existem dois grupos étnicos em guerra, os Lilipangus de pele castanha e os Lilipangués de pele preta. O imperador só controla os Lilipangus e pede a Spirou e Fantásio para o ajudar a resolver o conflito. Depois de algumas aventuras, eles descobrem que os Lilipangués são Lilipangus que nunca tomaram banho, e sendo governados por um bandido que quer roubar as riquezas da ilha. Depois de neutralizarem o bandido, lavaram todos os Lilipangués resolvendo o conflito.

## Personagens

### Principais
- Spirou (primeira aparição na série regular)
- Fantásio (primeira aparição na série regular)
- Spip (primeira aparição na série regular)

### Secundárias
- Professeur Samovar (primeira aparição na série regular)
- O Chefe dos bandidos (primeira aparição)
- Colibri (primeira aparição)
- Poildur (primeira aparição)
- Oscar (première apparition)
- O Imperador de Lilipanga (primeira aparição)

## Edições

### Original
- Les plans du robot: Jornal Spirou - N.º 522 (15.04.1948) ao 540 (01.08.1948); 15 pranchas.
- Spirou sur le ring: Jornal Spirou - N.º 541 (26.08.1946) ao 566 (17.02.1949); 26 pranchas.
- Spirou fait du cheval: Jornal Spirou - N.º 567 (24.02.1949) ao 574 (14.04.1949); 8 pranchas.
- Spirou chez les Pygmées: Jornal Spirou - N.º 589 (28.07.1949) ao 616 (02.0219.50); 27 pranchas.
- Álbum n.º 1, "Quatre aventures de Spirou et Fantasio, (+Spirou et les Plans du Robot), (+Spirou Sur Le Ring), (+Spirou Fait du Cheval), (+Spirou Chez Les Pygmées), © Dupuis 1950"

### Em Portugal
- Editado pela Editora Arcádia com o nome 4 Aventuras de Spirou e Fantásio em Dezembro de 1979.

## No Brasil
O álbum foi publicado no país pela SESI-SP Editora em fevereiro de 2016